# Нанотехнология
Нанотехнологиите, или накратко нанотех, е всеобхватно наименование за областта на научните изследвания и технологиите, занимаващи се със системи, чийто типичен размер е между един и сто нанометра. Тази изследователска област покрива широк диапазон от теми, за които обща черта е наблюдението и контролът на веществото на микроскопично ниво – мащаб под 1 μm, съизмерим с размера на молекулите, както и стремежът за създаване на устройства на такова ниво. Като самостоятелна дисциплина с практически постижения нанотехнологията възниква в началото на 1980-те години. Представката нано в думата нанотехнология означава една милиардна от метъра, т.е. нанометър (nm). Обект на нанотехнологията е изучаването и манипулирането на различни наноразмерни материали, наречени още наноматериали.
Поради самата разлика на този мащаб от нормалните ежедневни размери, повечето от наноматериалите (полупроводници, метали и др.) притежават характерни физико-химични свойства, които се различават от тези на същите материали при традиционната им употреба. Точно тези различни свойства учените използват за създаване на нови устройства, прибори, технологии, методи за диагностика и лечение в медицината и др. Нанотехнологията е сравнително нова област, която е все още в начален стадий на развитие.
Актуални обекти на изследвания и приложения в нанотехнологиите са квантови точки (наноразмерни полупроводници), въглеродни нанотръби, фулерени, нанокомпозитни материали, метални наночастици (предимно от благородни метали – злато, сребро, платина), магнитни наночастици (за диагностика в медицината и др.), полимерни наночастици (като носители на лекарствени препарати за насочено лечение и др.), наноструктурирани керамични материали за сензори и др.
Нова интердисциплинарна научна област е бионанотехнологията (биологична нанотехнология). Тя разглежда процесите, протичащи в живите организми като един вид биологична (или природна) нанотехнология. Бионанотехнологията цели внедряване на нанотехнологични решения за изучаване и управление на биологични процеси и явления.
Друго ново направление е и т. нар. наномедицина – внедряване на нанотехнологията в медицината чрез разработване на ефективни методи за диагностика и лечение с използване на наноматериали и нанотехнологии.
Наноматериали се използват и при производството на някои хранителни продукти, като например хранителните добавки. Все още няма адекватни методи за оценка на безопасността на наноматериалите в това отношение. Европейският парламент настоява при производството на подобни храни да се извършва специална оценка на риска и те да бъдат маркирани със специални етикети.

## История
Въпреки че нанотехнологията е сравнително нова област на научни изследвания, формирането на нейните основни концепции протича дълго преди нейното обособяване като самостоятелна област. Самото наименование „нанотехнология“ е използвано за пръв път през 1959 г. от известния американски физик Ричард Файнман в неговата класическа и често цитирана лекция „Има достатъчно място на дъното“ („There’s Plenty of Room at the Bottom“). Той показва, че принципите на физиката не противоречат на опитите обектите да се управляват атом по атом, стига да са налице необходимите инструменти.
Обособяването на нанотехнологията като самостоятелна област става в началото на 80-те години на 20 век, когато по едно и също време са постигнати първите практически резултати с изобретяването на сканиращия тунелен микроскоп през 1981 г. и откриването на фулерените през 1985 г., а от друга страна след публикуването през 1986 г. на книгата на Ерик Дрекслер „Engines of Creation“ се формира и популяризира концептуалната рамка на целите на дисциплината.
Сканиращият тунелен микроскоп, инструмент, визуализиращ повърхности на атомно ниво, е конструиран от германеца Герд Биниг и швейцареца Хайнрих Рорер, за което двамата получават Нобелова награда за физика през 1986 г. Фулерените са открити от британеца Хари Крото и американците Ричард Смоли и Робърт Кърл, които получават Нобелова награда за химия през 1996 г. Приблизително по същото време Ерик Дрекслер развива и популяризира концепцията за нанотехнологията и поставя основите на молекулярната нанотехнология.
В началото на 21 век нанотехнологията предизвиква все по-широк интерес, както и дискусии за нейните потенциални последствия и за постижимостта на целите, които си поставят привържениците на молекулярната нанотехнология. Тези спорове достигат своята кулминация с публичните дебати между Ерик Дрекслер и Ричард Смоли през 2001 и 2003 г. По това време се появяват и първите държавни инициативи за популяризиране на нанотехнологията и финансиране на изследванията в тази област.
В първите години на 21 век се появяват и първите стопански значими приложения на нанотехнологията, макар те да се ограничават до използването на наноматериали за няколко цели, например използването на сребърни наночастици като антибактериален агент, производството на прозрачни слънцезащитни кремове на базата на наночастици и използването на въглеродни нанотръби в тъкани, устойчиви на замърсяване.

## Приложение
Според оценки от 2008 г., броят на предлаганите на пазара продукти, използващи нанотехнологии, е над 800, като всяка седмица се появяват 3 – 4 нови. Повечето приложения се ограничават с използването на пасивни наноматериали, като титанов диоксид в слънцезащитни кремове и други козметични продукти, повърхностни покрития и някои хранителни продукти, сребро в хранителни опаковки, облекло, дезинфектанти и битови уреди, цинков оксид в козметични продукти, повърхностни покрития, бои и лакове и цериев оксид като горивен катализатор.
- Покрития на основата на използване на ефекта на лотоса, при който се използват хидрофобните свойства, за да се получи боя, която не се замърсява и даже се самопочиства при дъжд.
- Наносиликати, с които се покриват вътрешните страни на бутилките например запълнени с кечуп, за да може той по-лесно да изтича от бутилката.
- Нанопокрития, които правят бутилките напълно херметични към външната среда.
- Облекло, което не се замърсява поради използването на наноматериали, отблъскващи външния прах.
- Наноструктури, създадени подобно на механизма за придвижване на гекона по гладки повърхности, при което се използват ван-дер-Ваалсови сили, за да се придвижва без използването на лепило или смукатели по повърхността. В долната страна на краката му има разположени голям брой фини косъмчета. Всяко косъмче има много малка сила на привличане с повърхността, върху която ходи геконът. Поради големия брой такива косъмчета сумарната сила е достатъчно голяма. Тъй като геконът притежава около 29000 броя на квадратен сантиметър, то силата, с която се задържа, е от порядъка на 40 N (около 0,4 kg).

## Съвременно развитие

### Наноматериали
Наноматериали са материали разработени на основата на наночастици с уникални характеристики, произлизащи от микроскопичните размери на съставните части.
- Въглеродните нанотръби са продълговати цилиндрични структури с диаметър от няколко десетки нанометра и дължина няколко сантиметра, състоящи се от една или няколко завити на тръбичка шестоъгълни графитни плоскости (графени), обикновено завършващи с полусферична глава.
- Фулерените са молекулни съединения, представляващи алотропни форма на въглерода, подобни на диаманта и графита, и представляващи изпъкнали затворени многостенници, съставени от четен брой трикоординатни атоми на въглерода.
- Графен – монослой от атоми на въглерода, получен през октомври 2004 г. в Университета на Манчестър. Графенът е перспективен материал, който може да замени
- Аерогел
- Аерографит

### Нанороботи
- Синтетични молекулярни мотори – синтетични наноразмерни двигатели, способни да генерират въртящ момент при прилагането на достатъчно количество енергия.
- Молекулярни витла – наноразмерни молекули във формата на витла, способни да извършват въртеливо движение, благодарение на специалната си форма.
- От 2006 г. в рамките на състезанието RoboCup (шампионат по футбол между роботи) се организира състезание „Nanogram Competition“, в което игралното поле представлява квадрат със страни 2,5 mm. Максималният размер на играчите е ограничен на 300 μm.

### Компютри и микроелектроника
- Централни процесори – през 2007 г. фирмата Intel обявява разработката на нов процесор, в който най-малкият структурен елемент е с размери 45 nm, като фирмата смята да достигне размери под 5 nm. Основният конкурент на Intel, фирмата AMD, също използва за производството на своите процесори нанотехнологични процеси, разработени съвместно с фирма IBM.
- Твърди дискове през 2007 г. Алберт Ферт и Петер Грюнберг получават Нобелова награда за физика за откриването на ефекта на гигантското магнитно съпротивление (английски: GMR-ефект), който позволява запис на данни върху твърди дискове с атомна плътност на записа.
- Антена-осцилатор – през 2005 г. в лабораторията на Бостънския университет е създадена антена-осцилатор с размери от порядъка на 1 µm. Това устройство съдържа 5000 милиона атома и е способно да осцилира с честота 1,49 GHz, което позволява предаването на голям обем информация.

### Нанотехнология в медицината
Една от най-бързо развиващи се области на нанотехнологията е свързана с медицината. Съгласно оценките на The Global Market пазарът на нанотехнологията в медицината е бил над 214 милиарда долара. Предполага се, че годишното увеличение през следващите години ще е 16,3% и ще се достигне обем от 528 милиарда през 2019 година. Националните институти по здравеопазване на САЩ са включили наномедицината в петте приоритетни области на развитие на медицината през 21 век. Развитието ще се извършва в десетки и стотици направления, включващи наноматериали и наноустройства.  Една от най-атрактивните идеи е създаването на специални медицински нанороботи, представляващи наномашини за ремонт на място. Тези роботи трябва да помагат в диагностиката на организма, да доставят лекарства в засегнатите области непосредствено до болните клетки, както и да правят хирургически операции.

## Бъдещи възможности
С новите области на приложение се откриват и нови възможни бъдещи изобретения, които да се създадат или да предложат развитие на технологията. Това са по-скоро предвиждания за това как би могла да се развива нанотехнологията, а не как може да стане това технически.
- „Молекулярна нанотехнология“ е предположена възможност за манипулиране на единични молекули. Тя е теоретично предположение, тъй като техническите възможности не са толкова развити.
- Нанороботиката се занимава с машини с наноразмери, самоуправляващи се в определени функции. Има предвиждания за бъдещо използване на тези роботи в медицината, но съществуват редица проблеми, свързани с това, сред които развитието на нови материали за нанороботи и методология за използването им.
- „Производствени наносистеми“ са комплексни наносистеми, произвеждащи автоматично прецизни части за други наносистеми. Те не използват непременно оригинални нанотехнологични нововъведения, а добре известни фундаментални знания за производство. Това развитие се разглежда като база за нова индустриална революция. Михаил Роко, един от архитектите на националната инициатива на САЩ за нанотехнология, счита че ще има четири генерации в развитието на нанотехнологията. Първата включва разработката на пасивни наноструктури и материали, разработени за изпълнение само на една функция. Втората представлява разработката на активни наноструктури за многоцелево използване като например активни устройства, устройства за доставка на лекарства или датчици. При третата се разработват наносистеми с хиляди взаимодействащи се компоненти. Четвъртата генерация ще включва йерархична система вътре в наносистемата.[14]

• Поради популярността на понятието нанотехнология се появяват и понятията пикотехнология и фемтотехнология.

## Техники и инструменти
Инструментите, допринесли за първоначалното развитие на нанотехнологиите са основно атомно-силовият микроскоп и сканиращият тунелен микроскоп, които дават възможност за наблюдение на обекти в много малък мащаб. Използват се и по-нови видове сканиращи сондови микроскопи, подобни като концепция на сканиращия конфокален микроскоп, разработен от Марвин Мински и сканиращия акустичен микроскоп, разработен през 70-те година. Тези по-нови микроскопи имат по-голяма разделителна способност, тъй като не са ограничени от дължината на вълната на звука или светлината.
Върхът на сканиращата сонда може да се използва за извършване на манипулации по наноструктурите (процес, който се нарича позиционно монтиране). В бъдеще с развитието на сканиращата технология може да се използват наноманипулатори в автоматичен режим. Независимо от това, този процес е бавен поради ниската скорост на сканиране на микроскопите.
При производството на нанотръби и нанопроводници е необходимо да се използват група техники, които се използват от по-отдавна в микроелектрониката при производството на полупроводници с планарна технология. Сред тях са оптическа (ултравиолетова) фотолитография, рентгенова литография, електронно-лъчева литография, фокусирана йонно-лъчева обработка, наслояване на тънки слоеве атом по атом, както и молекулярно парно наслояване. Тези техники са развивани преди появата на нанотехнологията и са развивани по-нататък в резултат на самия научен прогрес, а не са техники, специално разработени за целите на развитието на нанотехнологията.

## Рискове за здравето и околната среда
През 2004 г. излиза доклад на швейцарска презастрахователна фирма Swiss Re, в който се изразява опасението, че нанотръбите имат аналогично въздействие върху човешкото здраве като азбеста. На застрахователните фирми се препоръчва да не застраховат неограничено рисковете при нанотехнологии. За да се избегне кумулативно натрупване на вреди за бранша, се препоръчва договорите за застраховане при нанотехнологии да се предвиждат с максимално висока застраховка.
През юли 2005 г. Allianz Versicherungs-AG заедно с Организацията за икономическо сътрудничество и развитие (ОИСР), публикува изследване за шансовете и рисковете от нанотехнологиите. Изводите са, че науката и индустрията трябва да разработят фундаменталните знания за рисковете. Важни са международните стандарти, продължителното наблюдение и трансфер на риска. Там се казва: „Същинският риск на нанотехнологиите е празнотата, получена между нейното бързо развитие и знанието за възможните опасности и действащите стандарти за сигурност за предотвратяване на отрицателно въздействие на технологията.“ Основните опасения са, че при производството и използване на наноматериалите в търговски продукти могат да се проявят ефекти върху здравето на хората и върху околната среда. Затова се предлага повече намеса на държавата с усилен контрол на тези технологии. Някои вече разработени технологии показват така наречени непреднамерени последствия. Учени откриват, че бактериостатични сребърни наночастици, използвани в чорапите, за да се намали неприятната миризма, се отделят при пране. Изхвърлени в отпадните води, те могат да унищожат бактерии, важни за екосистемата.
Нановлакната се използват в различни области и различни продукти, от крилата на самолетите до тенис ракетите. Вдишването на наночастици и нановлакна може да доведе до редица белодробни заболявания включително фиброза. Учените откриват, чрез изследване на лабораторни мишки, че наночастиците се установяват в мозъка и дробовете, като водят до значително увеличаване на биомаркерите за възпаление и стрес.  и че наночастиците предизвикват стареене на кожата при голите мишки. Едно от възможните неизследвани въздействия върху организма на човека е вероятната възможност наночастиците да преминават директно през кръвно-мозъчната бариера. Редица големи фирми работят по използването на наночастици в храната. От декември 2014 година за целия ЕС важи задължителното означаване на храните за наличие на наночастици. Заложеният праг за задължителна маркировка е 10% нано-частици праг за хранителна съставка.
При липсата на ефективни мерки от страна на правителствата, учени призовават за изключване на новосъздадените изкуствени наночастици от храната. Липсата на информация в етикета на храната и липсата на достатъчно пълни изследвания за ефекта на тези частици за достатъчно дълго време, наподобява началото на използването на храни с ГМО в миналото.

## Развитие в България
През 2009 година в България е обявено създаването на Български нанотехнологичен център, като съвместна дейност с IBM. По-късно през същата година се обявява и закриването му. През 2015 година към Института по физика на твърдото тяло на БАН се открива научно звено Нанотехнологичен център с осигурена апаратура и чиста стая.

## Интересни факти
През 1997 година Дъстин Кар от университета „Корнел“ създава, използвайки нанотехнологията, нанокитара (английски: nano guitar). Идеята е да се създаде един реално съществуващ обект при многократно намаляване на размерите. Изработена е от силициев кристал чрез електронно-лъчева литография. Китарата е дълга 10 микрона и всяка от шестте струни е с дебелина 50 нанометра. Цялата китара е с размерите на един средно голям еритроцит. Естествено е трудно това да се нарече китара и поради честотата на вибриране, която е 17 октави или 130,000 пъти над тази на класическата китара и не може да бъде чута от никой. Основната идея по един шеговит и ефективен начин да се покажат възможностите на нанотехнологията.